# Blauer Express
Als Blauer Express wurde umgangssprachlich eine nach Ende des Zweiten Weltkriegs im Auftrag der Sowjetischen Militäradministration (SMAD) eingerichtete Zugverbindung zwischen Berlin sowie Potsdam und Brest bezeichnet. Der Zuglauf diente vor allem der Beförderung von Offizieren der Sowjetarmee, Vertretern sowjetischer Behörden, Politikern, Diplomaten, sonstiger wichtiger Personen sowie ihrer Familien. Er verkehrte ab 1. Oktober 1945 bis Februar 1955. Auf dem gesamten Laufweg zwischen Berlin und Brest quer durch Polen wurde der Blaue Express durchgehend von deutschen Lokomotiven befördert, die jedoch mit sowjetischem Personal besetzt waren.

## Geschichte
Nach der bedingungslosen Kapitulation der Wehrmacht und dem Ende des Zweiten Weltkriegs in Europa übernahmen die vier alliierten Mächte entsprechend den Absprachen in der Konferenz von Jalta ihre Besatzungszonen. Die Sowjetunion richtete in ihrer Besatzungszone die Sowjetische Militäradministration in Deutschland (SMAD) als oberste Verwaltungsinstanz ein. Zwischen der Sowjetischen Besatzungszone (SBZ) und der Sowjetunion entstand damit ein hohes Verkehrsbedürfnis, ebenso auch durch die dauerhafte Stationierung von Einheiten der Sowjetarmee in der SBZ. Im Vorfeld der Potsdamer Konferenz hatte man, um dem sowjetischen Diktator Josef Stalin, der seit einem ungemütlichen Flug zur Konferenz von Teheran Flugreisen möglichst vermied, die Anreise zu erleichtern, die bereits zur Versorgung der sowjetischen Armeen während der Schlacht um Berlin bis an den östlichen Stadtrand auf Russische Breitspur umgespurte Bahnverbindung von Brest durch Polen über Frankfurt (Oder) provisorisch über die Berliner Stadtbahn bis nach Potsdam verlängert. Bereits vor Beginn der Konferenz traf am 27. Juni der erste breitspurige durchgehende Expresszug aus Moskau auf dem Schlesischen Bahnhof in Berlin ein. Bis September 1945 war die Breitspur zwischen Berlin und Brest jedoch wieder entfernt worden, es entstand also Bedarf an Verbindungen über normalspurige Strecken bis zur sowjetischen Grenze.
Am 18. September 1945 ordnete die Transportabteilung der SMAD an, dass die Deutsche Reichsbahn (DR) für die Einrichtung einer täglichen Zugverbindung zwischen Berlin und Brest den nötigen Wagenpark zur Verfügung zu stellen habe. Dieser Zuglauf verkehrte schließlich ab 1. Oktober 1945 und erhielt die Zugnummern D 1/2. Nötig waren insgesamt sechs Wagengarnituren mit jeweils 15 Wagen, darunter mindestens ein Schlafwagen, was der DR mit ihrem durch den Krieg vielfach zerstörten oder beschädigten Wagenpark erhebliche Anstrengungen abverlangte. Zudem waren die Wagen entsprechend den speziellen Anforderungen der Besatzungsmacht herzurichten. Sie erhielten eine hellblaue Farbgebung, was dem Zuglauf schnell seine umgangssprachliche Bezeichnung als Blauer Express oder auch Blauer Zug einbrachte, die sogar gelegentlich in offiziellen Dokumenten verwendet wurden. Die Lokomotiven für den D 1/2 musste ebenfalls die DR für den gesamten Laufweg quer durch Polen bis nach Brest stellen, hierfür wurde ab März 1946 im Bahnbetriebswerk Berlin-Karlshorst eine spezielle Lokkolonne eingerichtet. Ab Dezember 1945 folgten erneut Anforderungen zur Stellung von Wagen und Lokomotiven für weitere Züge. Der zunächst zwischen Erkner und Brest, ab 1946 zwischen Frankfurt (Oder) und Brest verkehrende P 501/502 war jedoch lediglich aus Sitzwagen zusammengestellt, in den ersten Jahren sogar überwiegend aus provisorisch für den Mannschaftstransport hergerichteten Güterwagen. Er war ausschließlich für den Truppentransport bestimmt, während der D 1/2 vor allem für höhere Offiziere und Beamte vorgesehen war. Auch Diplomaten, technische Spezialisten und andere Zivilisten konnten ihn nutzen, sofern sie für die Besatzungsmacht von Bedeutung waren. Gelegentlich nutzten auch Angehörige der Westalliierten den Zug. Belegt ist bspw. eine Fahrt von Vizeadmiral Leslie C. Stevens zum Antritt seiner Position als Marineattaché an der US-Botschaft in Moskau im Jahr 1947.

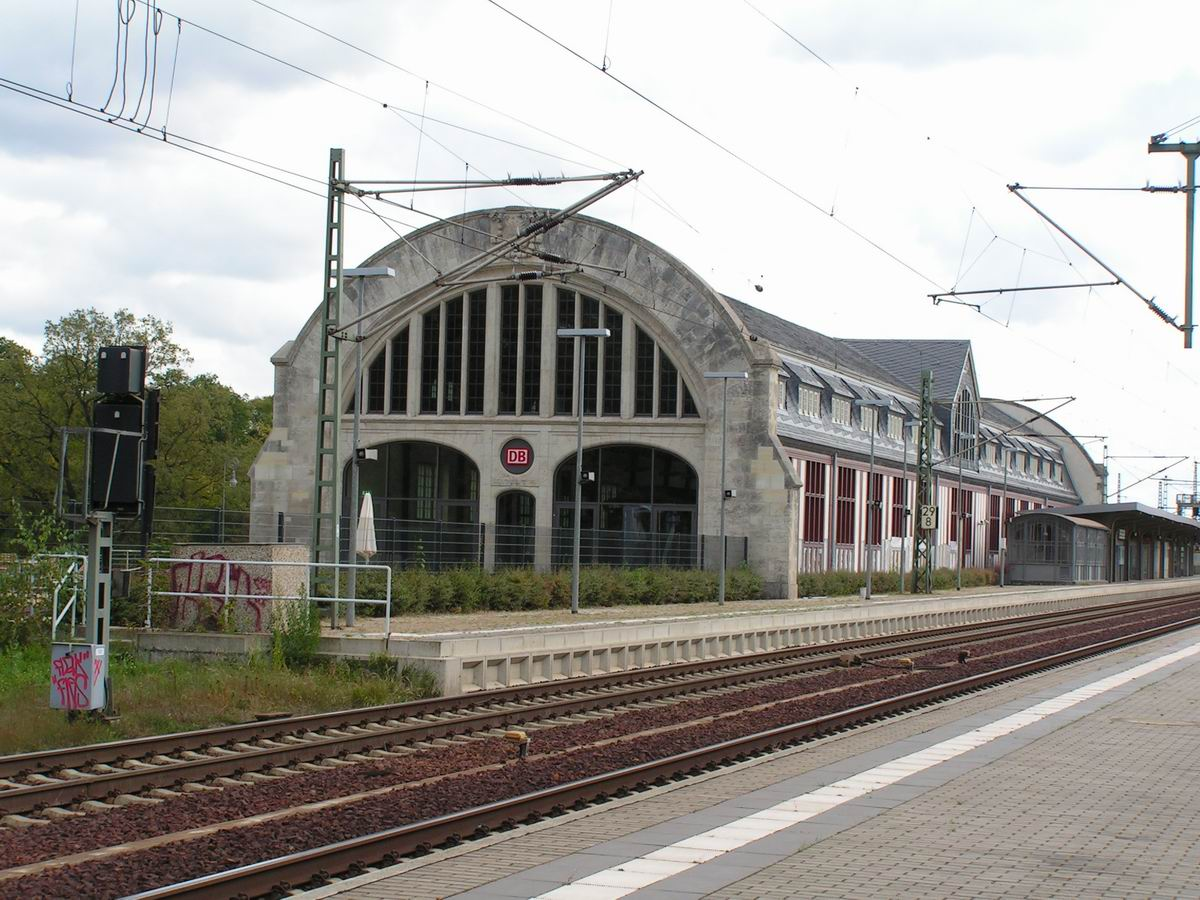
Halle des Kaiserbahnhofs in Potsdam-Wildpark (im Jahr 2005)

Fahrtziel in der SBZ wurde zunächst der Schlesische Bahnhof in Berlin. In Frankfurt (Oder) wurde der Zug bis etwa 1949 über den dortigen Rangierbahnhof geführt, wo auch eine sowjetische Gepäckabfertigung eingerichtet wurde. Bis zum Herbst 1949 blieb Berlin der Endpunkt des Zuglaufs, wobei ab einem nicht genau bekannten Zeitpunkt ein Flügelzug ab Frankfurt (Oder) als Db 1/2 über den Güteraußenring (GAR) bis zum Bahnhof Potsdam-Wildpark geführt wurde. Das Oberkommando der sowjetischen Besatzungstruppen hatte in Potsdam-Babelsberg seinen Sitz, dementsprechend bestand auch hier Bedarf. Eine Nutzung des nächstgelegenen Bahnhofs Griebnitzsee war jedoch nicht möglich, da dies eine Führung über die Stadtbahn und damit durch West-Berlin erfordert hätte. Ab Herbst 1949 wurde der Zug im Bahnhof Berlin-Köpenick geteilt. Ein Zugteil fuhr als D 101/102 weiter zum Schlesischen Bahnhof, der Stammzug wurde über den GAR bis Wildpark verlängert. In Wildpark diente der ehemalige Kaiserbahnhof als Endstation. Entsprechend der hochrangigen Fahrgäste musste dort bei der Ankunft ein roter Teppich ausgerollt werden, der gesamte Bahnhof war – mit Ausnahme der deutschen Bahnsteigaufsicht und des Bahnhofsvorstehers – mit sowjetischem Personal besetzt. Während der Wendepausen in Potsdam-Wildpark fuhren die Züge zur Versorgung von Lokomotiven und Wagen nach Seddin in das dortige Bahnbetriebswerk.
Die Sowjetischen Besatzungstruppen in Deutschland verlegten 1952 ihr Hauptquartier nach Wünsdorf. Damit endeten die Flügelung in Köpenick und die Führung bis Wildpark. Der Zuglauf wurde nun mit allen Wagen bis zum inzwischen als Berlin Ostbahnhof bezeichneten Schlesischen Bahnhof geführt, machte dort Kopf und fuhr dann bis Wünsdorf, analog in der Gegenrichtung. 1952 wechselte die Zugnummer auf D 3/4, um Verwechslungen mit dem zwischen Frankfurt am Main und Berlin fahrenden Interzonenzug D 1/2 zu vermeiden.
Ab Anfang der 1950er Jahre war es möglich, umgespurte russische Weitstreckenpersonenwagen trotz ihres größeren Lichtraumprofils über bestimmte Strecken in Polen und der DDR zu führen, die dafür entsprechend ausgebaut worden waren. Am 25. März 1954 erklärte die Sowjetunion die DDR für souverän. In Folge dieser Entscheidung wurde auch der Militärverkehr neu organisiert und die DR konnte den Einsatz ihrer letzten Lokkolonnen durch Polen schrittweise beeinden. Seitdem verkehrten spezielle Militärreisezüge für die Zwecke der sowjetischen Truppen und die Fahrten des Blauen Express unter Verwendung von Wagen und Lokomotiven der Deutschen Reichsbahn quer durch Polen endeten im Februar 1955 zu einem nicht genauer bekannten Zeitpunkt.  Der erste zivile FD-Zug mit umgespurten sowjetischen Wagen traf allerdings erst am 21. Februar 1955 in Berlin ein.
In der Nachkriegszeit und vor dem Hintergrund des beginnenden Kalten Kriegs musste der gesamte Militärverkehr für die sowjetische Armee durch die Deutsche Reichsbahn mit größtmöglicher Geheimhaltung abgewickelt werden. Viele Angaben zum Blauen Express sind daher nicht sicher belegt, manche widersprechen sich auch. Es existieren zudem nur sehr wenige fotografische Dokumente, da das Fotografieren von Eisenbahnzügen und -anlagen in dieser Zeit grundsätzlich untersagt war, zudem war Filmmaterial knapp. Fragen des Militärreiseverkehrs beschäftigten damals auch die Geheimdienste, es liegen damit auch Berichte der CIA zum Blauen Express vor. In zeitgenössischen Presseberichten im Westen wurden vor dem Hintergrund dieser unzuverlässigen Informationslage damals auch manche Legenden kolportiert. Der SPIEGEL vermutete beispielsweise 1950, dass die Zuggarnitur aus Wagen des früheren Rheingold der Vorkriegs-Reichsbahn bestehen würde; von den 1928 beschafften Rheingold-Wagen waren jedoch tatsächlich, soweit bekannt, keine im Bereich der SBZ verblieben. Auch die vom SPIEGEL behaupteten Stromlinienlokomotiven waren, soweit heute bekannt, nie vor dem Blauen Express im Einsatz.

## Eingesetzter Wagenpark
Die SMAD forderte für die Einrichtung des Zuges von der Deutschen Reichsbahn die Stellung von Schlafwagen und Speisewagen. In der SBZ waren nach dem Krieg jedoch nur wenige Schlaf- und Speisewagen der MITROPA verblieben, hinzu kamen diverse Wagen der CIWL, die während des Krieges von der MITROPA übernommen worden waren. Zum 31. Dezember 1945 waren lediglich 15 Schlafwagen einsatzbereit, weitere 23 Wagen waren vorhanden, aber für den Einsatz zu stark beschädigt oder ausgeplündert. Auch Sitzwagen für Schnellzüge waren knapp. Alleine für den Blauen Express waren insgesamt sechs Garnituren mit zusammen 15 Wagen, davon je ein Schlaf- und Speisewagen, erforderlich. Für Militärzüge innerhalb der SBZ waren weitere Speise- und Schlafwagen zu stellen. MITROPA und Reichsbahn in der SBZ verblieben damit kaum weitere Schlaf- und Speisewagen für den Binnenverkehr. Ein regulärer Einsatz von Schlaf- und Speisewagen in zivilen Zügen innerhalb der SBZ war daher erst ab 1949 möglich, nachdem weitere Wagen wieder aufgebaut worden waren. Der Blaue Express verkehrte durch Polen jedoch letztlich ohne Speisewagen, nachdem die PKP dem Einsatz von deutschem Personal der MITROPA widersprochen hatte. Es war auch zunächst der Einsatz von weiterem deutschen Personal untersagt, als Wagenbegleiter kamen ausschließlich sowjetische Eisenbahner zum Einsatz.
Die Garnituren bestanden schließlich insgesamt aus 16 Wagen, da zusätzlich direkt hinter der Lokomotive zusätzlich ein Begleitwagen für das Personal sowie für Ersatzteile und Werkzeuge eingestellt wurde. Die vorzunehmenden Umbauten der Reichsbahnwagen orientierten sich an den hergebrachten russischen Klasseneinteilungen. Mit Befehl vom 8. Februar 1946 forderte die SMAD-Transportabteilung von der Reichsbahn, die Züge wie folgt zusammenzustellen: „1 Postwagen, 1 Gepäckwagen, 10 harte Wagen, 2 gepolsterte, 1 internationaler und 1 Speisewagen“. Die Wagenklassen wurden damals im russischen Militärverkehr als shjostkij (hart) und mjachkij (weich) bezeichnet. Sie entsprachen in etwa den noch heute in russischen Fernzügen anzutreffenden Wagenklassen Platskartny  Wagon (offene Abteile mit 6 Liegen) und Kupeiny Wagon (geschlossene 4-Bett-Abteile). Schlafwagen nach damaligen west- und mitteleuropäischen Standards waren in etwa mit russischen Spalny Wagons (Schlafwagen mit 2-Bett-Abteilen) vergleichbar. Der Anstrich sollte blau oder hellblau erfolgen, die Außenbeschriftung der Wagen mit der Kennzeichnung des Wagentyps in emaillierten oder aus rostfreiem Stahl gefertigten Buchstaben. Ebenfalls anzubringen war auf beiden Seiten ein erhabenes Staatswappen der Sowjetunion. Auch sonst waren die Forderungen der SMAD sehr detailliert. Die Fenster sollten Gardinen bekommen, die Toiletten mit Spiegeln ausgestattet sein, jeder Wagen sollte zudem einen Tisch für einen Samowar und einen Schrank für Teegeschirr sowie zwei Innenlautsprecher erhalten. Im RAW Delitzsch zog die DR die geeigneten Umbaufahrzeuge zusammen, die nach und nach den sowjetischen Anforderungen entsprechend umgebaut wurden. Neben den wenigen Schlaf- und Speisewagen aus MITROPA- und CIWL-Beständen baute das RAW auch Sitzwagen entsprechend um, wobei neben Wagen der Reichsbahn auch kriegsbedingt auf dem Gebiet der SBZ verbliebene Wagen anderer Verwaltungen verwendet wurden. Ab Ende der 1940er Jahre kamen zudem erste Neubauten und Wiederaufbauten kriegszerstörter Wagen hinzu. Im August 1946 forderte die SMAD zudem die Stellung von Heizwagen für die langen und schweren Garnituren, die über 700 Tonnen schwer waren. Zu den eingesetzten „Exoten“ zählte unter anderem zwei CIWL-Teakholzwagen vom Typ R und je ein Wagen vom Typ Lx und F, letzterer war bis 1939 im Night Ferry zwischen London und Paris gelaufen.

## Eingesetzte Lokomotiven

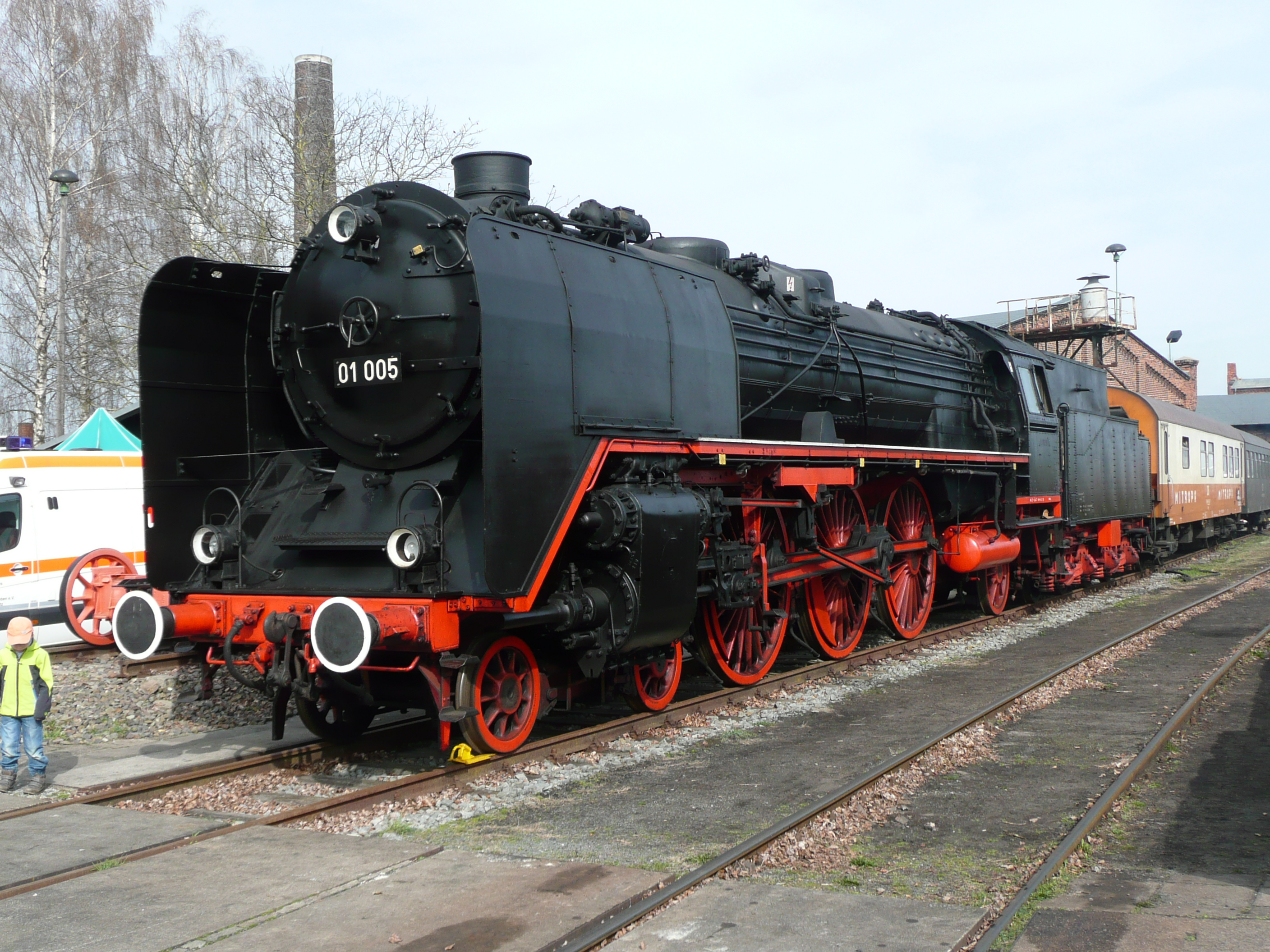
Die als Museumslokomotive erhalten gebliebene 01 005 zählte von 1946 bis 1955 zum Bestand der Lokkolonne 42

Der Blaue Express wurde auf seinem gesamten Laufweg quer durch Polen mit Lokomotiven der Deutschen Reichsbahn bespannt, die von einer besonderen Lokkolonne gestellt wurden. Für den Transport der sowjetischen Reparationsgüter hatte die SMAD der DR befohlen, sogenannte Lokkolonnen einzurichten, mit denen die Züge mit Demontagegütern sowie Entnahmen aus der laufenden Industrieproduktion zwischen Ausgangspunkten in der SBZ und den Grenzbahnhöfen zur UdSSR zu bespannen waren. Deutsche Personale führten die Lokomotiven auf dem gesamten Laufweg. Pro Lokomotive waren drei sich abwechselnde Lokbesatzungen vorgesehen, in einem obligatorisch mitzuführenden Begleiterwagen waren die insgesamt 11 bis 12 Mann Besatzung – außer dem Lokpersonal noch Zugführer, Schaffner und Wagenmeister – sowie nötige Ersatzteile, Werkzeuge und Proviant untergebracht. Zunächst oblag die Bespannung des Blauen Express der Lokolonne 2 in Berlin-Karlshorst. Im März 1946 ging daraus die speziell für den Personenverkehr vorzuhaltende Lokkolonne 42 hervor, die anders als die Kolonnen für den Güterverkehr mit sowjetischem Personal ausgestattet wurde.
Im Bestand der Lokkolonne 42 waren zunächst lediglich Kriegslokomotiven der DR-Baureihe 42, wahrscheinlich erhielt sie auch danach ihre Nummer, da die fortlaufend nummerierten Kolonnen für den Güterzugdienst nur bis 32 reichten. Nachdem auf der Strecke durch Polen bald wieder Geschwindigkeiten über 80 km/h möglich waren, reichten die langsamen Kriegslokomotiven nicht mehr aus. Im Winter 1945/46 hatte der Blaue Express laut Fahrplan rund 30 Stunden für die Strecke zwischen Berlin und Brest benötigt. Im Sommer 1946 kamen zunächst einige leichte Schnellzuglokomotiven der DR-Baureihe 03 zur Lokkolonne 42, die sich jedoch vor dem schweren D 1/2 nicht bewährten und ab August 1946 durch die DR-Baureihe 01 ersetzt wurden. Die Lokomotiven mussten vor der Abordnung nach Karlshorst im RAW Meiningen untersucht und nach den Anforderungen der SMAD umgerüstet werden. So wünschte die Transportabteilung bspw. den Ersatz der Oberflächenvorwärmer und der Kolbenspeisepumpe durch nichtsaugende Dampfstrahlpumpen der Bauart Friedmann. Einige Maschinen erhielten Schlepptender der DR-Baureihe 50 mit Führerhausrückwand. Die Lokomotiven wurden auch äußerlich „sowjetifiziert“ und erhielten kyrillische Beschriftungen aus Metalllettern auf den Führerhausseitenwänden, einen roten Stern auf der Tür der Rauchkammer, weiß abgesetzte Zierlinien und Radreifen sowie einen großen Scheinwerfer über der Rauchkammertür. Besonders auffällig wurde Lokomotive 01 184 gestaltet, die vor allem für die Bespannung des Sonderzugs von Marschall Sokolowski, dem Chef der SMAD und Oberkommandierenden der sowjetischen Truppen in Deutschland, vorgesehen war, aber ab 1948 auch vor dem Blauen Express eingesetzt wurde. Sie wurde mit Ausnahme von Rauchkammer und Schornstein blau lackiert, erhielt verchromte Waschlukendeckel, Kesselbänder und Beschriftungen aus Messing sowie UdSSR-Wappen unterhalb der Führerhausfenster. Das einzige bekannte Foto einer 01 vor dem Blauen Express, das 1951 auf dem kurzen Abschnitt des GAR im amerikanischen Sektor von West-Berlin in Lichtenrade entstand, zeigt zudem das umkränzte Staatswappen mit Hammer und Sichel auf der Rauchkammertür und ein auf der Pufferbohle angebrachtes Bild von Josef Stalin. Für die übrigen Militärpersonenzüge, insbesondere den P 501/502, behielt die Kolonne 42 weiterhin die Lokomotiven der Baureihe 42.
Am Jahresende 1946 umfasste der Bestand in Karlshorst 10 Maschinen der Baureihe 01, die ausschließlich für die Bespannung des Blauen Express sowie für Sonderzüge der SMAD-Führung verwendet werden durften. Der DR standen ansonsten lediglich neun weitere 01 für ihren regulären Verkehr zur Verfügung, die übrigen in der SBZ verbliebenen Exemplare der Baureihe waren noch nicht wieder aufgearbeitet. Ab 1948 kamen deutsche Personale auf den Lokomotiven der normalen Militärreisezüge zum Einsatz, die von der Frankfurter Lokkolonne 1 gestellt wurden und für die die DR Ende 1948 weitere 01-Maschinen stellen musste. Nach der Gründung der DDR am 7. Oktober 1949 wurde die SMAD aufgelöst, an ihre Stelle trat die Sowjetische Kontrollkommission (SKK). Diese organisierte zusammen mit der DR den Kolonnendienst neu. Die 01 des Blauen Express und die bislang in der Kolonne 1 in Frankfurt eingesetzten Maschinen wurden als geschlossene Kolonne 42 nach Brest umstationiert und formell von der DR an die sowjetischen Bahnen vermietet, im Juni 1950 insgesamt 22 Stück. Pro Tag und Lokomotive stellte die DR pauschal 165 DM in Rechnung, die Hauptuntersuchungen erfolgten weiterhin in Meiningen. Vor dem Blauen Express wurden sie weiterhin von sowjetischen Lokomotivpersonalen bedient. Nicht eindeutig geklärt ist, ob die 01 vor dem Blauen Express auf dem kompletten Laufweg bis Brest und zurück vor dem Zug blieben, oder ob sie stafettenweise eingesetzt wurden. Für die parallel von deutschen Personalen geführten übrigen Militärpersonenzüge ist ein etappenweiser Einsatz durch Personalaussagen belegt. Demnach fanden in Poznań und Warschau Lokwechsel statt, wobei die jeweils am Vortag dort angekommenen Lokomotiven 24 Stunden Pause hatten und den am nächsten Tag folgenden Zug für den nächsten Abschnitt übernahmen. Dagegen fuhren die Lokomotiven vor den Güterzügen über die gesamte Strecke bis zur sowjetischen Grenze bzw. zurück und wurden unterwegs lediglich zur Bekohlung oder zum Löscheziehen vorübergehend von ihrem Zug abgekuppelt. Angesichts der deutlich verbesserten Reisezeiten, die 1949/50 bei knapp unter 21 Stunden lagen und der großen Anzahl für den Zug reservierten Kolonnenlokomotiven ist ein etappenweiser Einsatz zumindest wahrscheinlich. In Polen wurde dem Blauen Express zudem aus Sicherheitsgründen – es kam bis Anfang der 1950er Jahre noch zu gelegentlichen Anschlägen von Kämpfern der antikommunistischen Armija Krajowa –  eine einzeln fahrende Lokomotive vorausgeschickt. Noch 1953 waren 21 der 67 in diesem Jahr bei der Deutschen Reichsbahn vorhandenen 01-Lokomotiven für die Zwecke der Sowjets reserviert. Erst im Februar 1955, nach dem Wechsel zu den dank Umspurung in Brest durchgehenden Zügen zwischen Moskau und Berlin, wurde die Lokkolonne 42 in Brest durch die sowjetischen Bahnen aufgelöst und das Mietverhältnis für die eingesetzten 01 mit der DR beendet. Zwischen Brest und Frankfurt (Oder) übernahmen Lokomotiven der PKP die Bespannung aller Züge.
Der Bestand der eingesetzten 01 war immer wieder Wechseln unterworfen, bspw. wenn eine aus dem RAW kommende Lokomotive von den sowjetischen Eisenbahnern nicht abgenommen wurde. Die Lokomotiven 01 005, 01 117, 01 184 und 01 186 waren als einzige durchgängig von Ende 1946 bis Februar 1955 in sowjetischen Diensten. Auch die ab 1947 der Lokkolonne 42 zugeordneten Lokomotiven 01 036 und 01 144 blieben bis 1955 in deren Bestand. Insgesamt waren 26 der bei der DR nach 1945 verbliebenen 01 zeitweise im Bestand der Lokkolonne.